# Rengershausen (Frankenberg)
Rengershausen ist ein Ortsteil der Stadt Frankenberg (Eder) im nordhessischen Landkreis Waldeck-Frankenberg. Der Ortsteil ist ein anerkannter Luftkurort.

## Geografische Lage
Der Ort liegt im Norden des Bundeslandes Hessen, direkt an der Grenze zu Nordrhein-Westfalen, eingebettet in das Rothaargebirge und das Ederbergland. Nachbarorte sind Wangershausen, Hommershausen, Somplar und Braunshausen.

## Geschichte
Die älteste bekannte schriftliche Erwähnung von Rengershausen erfolgte im Jahr 1107 unter dem Namen Regenhereshusun in einer Urkunde des Reichsklosters Hersfeld. In ihr schenkt der Adlige Kunimund dem Kloster Güter für seine Anfnahme als Lehensmann des Klosters.
1800 wurde die Dorfkirche neu erbaut.

### Gebietsreform
Am 31. Dezember 1970 wurde die bis dahin selbständige Gemeinde Rengershausen im Zuge der Gebietsreform in Hessen auf freiwilliger Basis in die Stadt Frankenberg (Eder) (damalige Schreibweise Frankenberg-Eder) eingegliedert.
Für den Rengershausen wurde, wie für die übrigen Stadtteile, ein Ortsbezirk mit Ortsbeirat und Ortsvorsteher nach der Hessischen Gemeindeordnung eingerichtet.

### Bevölkerung
Einwohnerentwicklung
 Quelle: Historisches Ortslexikon
- 1577: 43 Hausgesesse
- 1747: 38 Haushaltungen

| Rengershausen: Einwohnerzahlen von 1834 bis 2016 | Rengershausen: Einwohnerzahlen von 1834 bis 2016 | Rengershausen: Einwohnerzahlen von 1834 bis 2016 | Rengershausen: Einwohnerzahlen von 1834 bis 2016 | Rengershausen: Einwohnerzahlen von 1834 bis 2016 |
| --- | ------------------------------------------------ | ------------------------------------------------ | ------------------------------------------------ | ------------------------------------------------ |
| Jahr |                                                  |                                                  |                                                  | Einwohner                                        |
| 1834 | 1834                                             |                                                  | 333                                              | 333                                              |
| 1840 | 1840                                             |                                                  | 366                                              | 366                                              |
| 1846 | 1846                                             |                                                  | 334                                              | 334                                              |
| 1852 | 1852                                             |                                                  | 342                                              | 342                                              |
| 1858 | 1858                                             |                                                  | 319                                              | 319                                              |
| 1864 | 1864                                             |                                                  | 320                                              | 320                                              |
| 1871 | 1871                                             |                                                  | 303                                              | 303                                              |
| 1875 | 1875                                             |                                                  | 301                                              | 301                                              |
| 1885 | 1885                                             |                                                  | 283                                              | 283                                              |
| 1895 | 1895                                             |                                                  | 264                                              | 264                                              |
| 1905 | 1905                                             |                                                  | 272                                              | 272                                              |
| 1910 | 1910                                             |                                                  | 263                                              | 263                                              |
| 1925 | 1925                                             |                                                  | 270                                              | 270                                              |
| 1939 | 1939                                             |                                                  | 257                                              | 257                                              |
| 1946 | 1946                                             |                                                  | 377                                              | 377                                              |
| 1950 | 1950                                             |                                                  | 321                                              | 321                                              |
| 1956 | 1956                                             |                                                  | 255                                              | 255                                              |
| 1961 | 1961                                             |                                                  | 291                                              | 291                                              |
| 1967 | 1967                                             |                                                  | 306                                              | 306                                              |
| 1980 | 1980                                             |                                                  | ?                                                | ?                                                |
| 1991 | 1991                                             |                                                  | 386                                              | 386                                              |
| 2005 | 2005                                             |                                                  | 417                                              | 417                                              |
| 2011 | 2011                                             |                                                  | 390                                              | 390                                              |
| 2016 | 2016                                             |                                                  | 394                                              | 394                                              |
| Datenquelle: Historisches Gemeindeverzeichnis für Hessen: Die Bevölkerung der Gemeinden 1834 bis 1967. Wiesbaden: Hessisches Statistisches Landesamt, 1968. Weitere Quellen: ; Stadt Frankenberg (Eder):; Zensus 2011 |                                                  |                                                  |                                                  |                                                  |

Religionszugehörigkeit
 Quelle: Historisches Ortslexikon
| • 1895: | 281 evangelische (= 99,29 %), 2 katholische (= 0,71 %), 16 anders christlich-konfessionelle (= 2,43 %) Einwohner |
| • 1961: | 267 evangelische (= 91,75 %), 15 katholische (= 5,51 %) Einwohner                                                |